# Речице (Олово)
Речице су насељено мјесто у општини Олово, Босна и Херцеговина.

## Историја
Речице су до рата били у саставу општине Хан Пијесак.

## Становништво
|           | 2013.      | 1991.       | 1981.       | 1971.        |
| Укупно    | 0 (0,000%) | 46 (100,0%) | 74 (100,0%) | 147 (100,0%) |
| Срби      | –          | 45 (97,83%) | 74 (100,0%) | 145 (98,64%) |
| Остали    | –          | 1 (2,174%)  | –           | 1 (0,680%)   |
| Црногорци | –          | –           | –           | 1 (0,680%)   |